# El Mañana
"El Mañana" é uma canção da banda virtual Gorillaz, lançada em abril de 2006 como quarto e último single do álbum Demon Days, simultaneamente a "Kids With Guns", o que faz dele um "lado A duplo". O single figurou na parada European Hot 100 Singles.

## Faixas
7"
1. "Kids With Guns"
2. "El Mañana"

CD
1. "Kids With Guns"
2. "El Mañana"
3. "Stop the Dams"

DVD
1. "El Mañana"
2. "Kids With Guns" (Manchester visuals)
3. "Don't Get Lost In Heaven" (versão demo original)
4. "El Mañana" (animatic)

Japan CD (released 19 April 2006)
1. "Kids With Guns"
2. "El Mañana"
3. "Stop the Dams"
4. "Don't Get Lost In Heaven" (versão demo original)
5. "El Mañana" (video)

### US iTunes EP
- lançado em 5 de dezembro de 2006

1. "El Mañana" (Demon Days ao vivo em Harlem - vídeo)
2. "Kids with Guns (Manchester visuals)
3. "Hong Kong" (ao vivo em Manchester)
4. "Stop the Dams"

## Vídeo musical
"El Mañana" foi totalmente produzido pela Passion Pictures e dirigido por Jamie Hewlett e Pete Candeland. O vídeo aparenta ser uma continuação do vídeo de "Feel Good Inc.", o quê é confirmado por Murdoc. Noodle está em sua ilha flutuante, quando os dois helicópteros finalmente alcançam a ilha e atiram em Noodle com metralhadoras. Quando ela entra no moinho, os helicópteros voam em direção às velas, destruindo duas delas. Quando a guitarrista sai do moinho, este está em chamas. Os pilotos a vêem e atacam de novo, forçando-na para dentro do moinho novamente. A ilha agora começa a perder altitude e cai num canyon. Um dos helicópteros solta uma bomba na ilha e parte com seu companheiro. Murdoc, o baixista da banda, afirma que Noodle pulou de paraquedas da ilha, embora isso não seja visível no clipe a olho nu.